# Ronan Le Crom
Ronan Le Crom (Lorient, 13 juli 1974) is een Frans voormalig voetbaldoelman die tot 2013 voor de Franse eersteklasser Paris Saint-Germain uitkwam. Voordien speelde hij voor onder andere AS Nancy, EA Guingamp, Troyes AC en RC Lens.

## Carrière
- 1995-1996: AJ Auxerre (jeugd)
- 1996-1997: LB Châteauroux
- 1998-2002: AJ Auxerre
- 2002-2004: EA Guingamp
- 2004-2005: AS Saint-Étienne
- 2005-2007: Troyes AC
- 2007-2008: RC Lens
- 2008-2010: Grenoble Foot
- 2010-2011: AS Nancy
- 2012-heden: Paris Saint-Germain